# Bandoneon

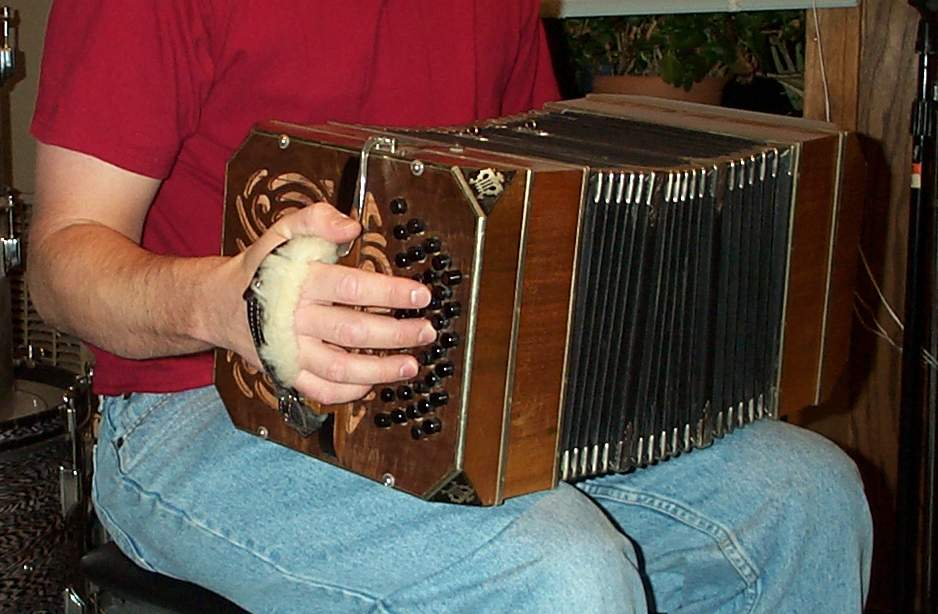
bandoneonbespeler

Een bandoneon is een harmonica-achtig muziekinstrument, dat Heinrich Band in 1854 uit de concertina ontwikkelde. De warme en wollige klank maakt het geschikt voor het spelen van melancholisch getinte muziek, zoals de tango. De bandoneon heeft een uitzonderlijk lange balg die door de bespeler als het ware 'gebroken' wordt op de knie om zeer felle accenten te krijgen. 
De bandoneon verschilt wezenlijk van de accordeon en trekzak omdat elke afzonderlijke toets aan beide kanten van het instrument een afzonderlijke toon geeft, in plaats van een akkoordmogelijkheid onder een knop aan de linkerhand. De bandoneon is wisseltonig; duwen en trekken geeft een verschillende toon, net als bij de trekzak, de mondharmonica en de Anglo-concertina die de bandoneon voorafging. Door de indeling van de knoppen (op het eerste gezicht bijna willekeurig) is het instrument niet makkelijk bespeelbaar. De bandoneon is voornamelijk chromatisch in tegenstelling tot de Anglo-concertina en de trekzak die in een bepaalde stemming staan, bijvoorbeeld CF voor trekzak en GC voor Anglo-concertina. Er zijn ook diatonische bandoneons (142-Reinische Tonlage). 
Aan het einde van de 19e en het begin van de 20e eeuw was de bandoneon in Duitsland een populair instrument (meer dan 1000 bandoneonverenigingen), maar door het nazisme, de Tweede Wereldoorlog en de groeiende populariteit van de makkelijker bespeelbare accordeon raakte het instrument daar in onbruik.
De bandoneon werd in de 19e eeuw steeds in omvang uitgebreid, zodat hij nu een bereik van bijna 5 octaven heeft. Men zegt dat het instrument rond 1880 door de Ier Thomas Moore werd geïntroduceerd in Argentinië, maar waarschijnlijker is, dat het instrument meekwam met de vele seizoenarbeiders uit Italië, waar de bandoneon ook populair was.
In Argentinië werd het een van de populairste volksinstrumenten en het ontwikkelde zich tot het kenmerkende instrument van de Argentijnse tango. Hierbij dient te worden vermeld dat aan de groeiende vraag naar geschikte bandoneons bovenal kon worden voldaan door de Duitse bandoneonfabriek van Alfred Arnold in Carlsfeld bij Eibenstock (Oost-Duitsland). Tot in 1938 produceerde deze duizenden instrumenten, speciaal voor export naar Argentinië. Vooral de types 'Doble-A' en 'Premier' - laatstgenoemde in een kleinere oplage - vonden gretig aftrek, elk met hun eigen karakteristieke geluid, waarover men beweerde dat alleen Alfred Arnold zelf het geheim kende. Ieder instrument is overigens uniek door het vele handwerk waarmee de bandoneons werden gemaakt.
De bekendste bandoneonspeler (tevens componist) wereldwijd is Astor Piazzolla. Deze tango nuevo-bandoneonist maakte met vele kamerorkesten en grotere orkesten tal van bekende nuevo tango's zoals Adiós Nonino, die gespeeld werd op het huwelijk van Prinses Máxima en Koning Willem-Alexander. De bekendste Nederlandse bandoneonspeler is Carel Kraayenhof. In Vlaanderen is onder meer Gwen Cresens bekend als bandoneonist; vroeger was ook Alfredo Marcucci bekend in Vlaanderen.
Omdat de bandoneon niet makkelijk te bespelen valt, zijn er pogingen gedaan om makkelijkere versies te bouwen. De Gabla en Atzarin bandoneons zijn daar voorbeelden van. Beide kenden geen groot succes.

Knoppen van de bandoneon

## Bouw van de bandoneon
Er zijn historisch zeer vele modellen bandoneon, maar de basiselementen van de bouw komen wel overeen. Zie onderstaande fotoserie van de onderdelen van een moderne bandoneon:

## Fabrikanten
- Bandoneonbau Uwe Hartenhauer Duitsland
- Premier Bandoneonbau Peter Spende - Berlijn Duitsland (gearchiveerd op web.archive.org)
- Klaus Gutjahr - Berlijn Duitsland
- Bandonion Restauration und Balgbau Wuppertal Duitsland
- Bandonion and Concertina maker Harry Geuns - Kinrooi België
- Akkordeonwerkstatt - Rorschach Zwitserland

## Externe link

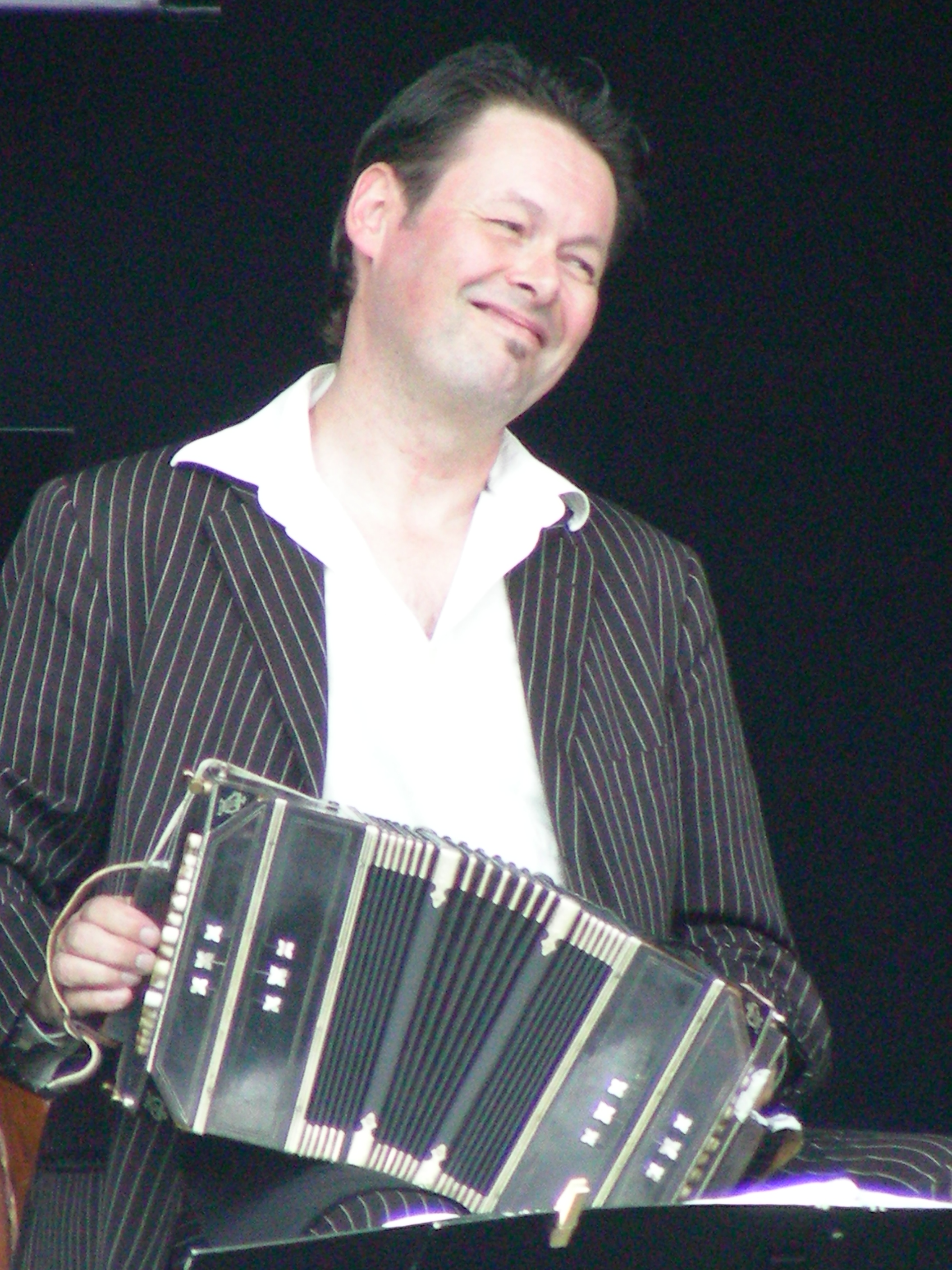
Carel Kraayenhof met bandoneon